# پولیمکس
پولیمکس (انگلیسی: Polimeks) یک شرکت ساخت‌وساز در ترکیه است.
این شرکت که ۱۹۹۵ تأسیس شده در کشورهایی همچون ترکمنستان، ترکیه، روسیه و قزاقستان فعالیت دارد.

## برخی آثار ساخته شده
- فرودگاه ترکمن‌باشی
- کاخ ودینگ (عشق‌آباد)
- برج ترکمنستان
- پیست عشق‌آباد
- مرکز فرهنگی و تفریحی عالم
- یادمان استقلال، عشق‌آباد
- یادمان بی‌طرفی ترکمنستان
- یادمان قانون اساسی ترکمنستان